# Jakob Rothschild

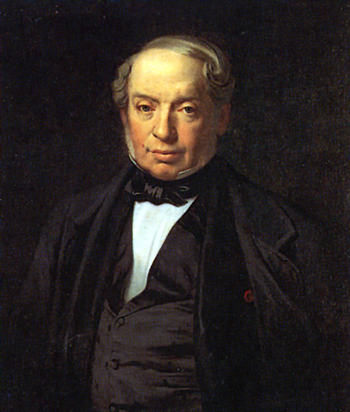
Hippolyte Flandrin, Jakob Rothschild

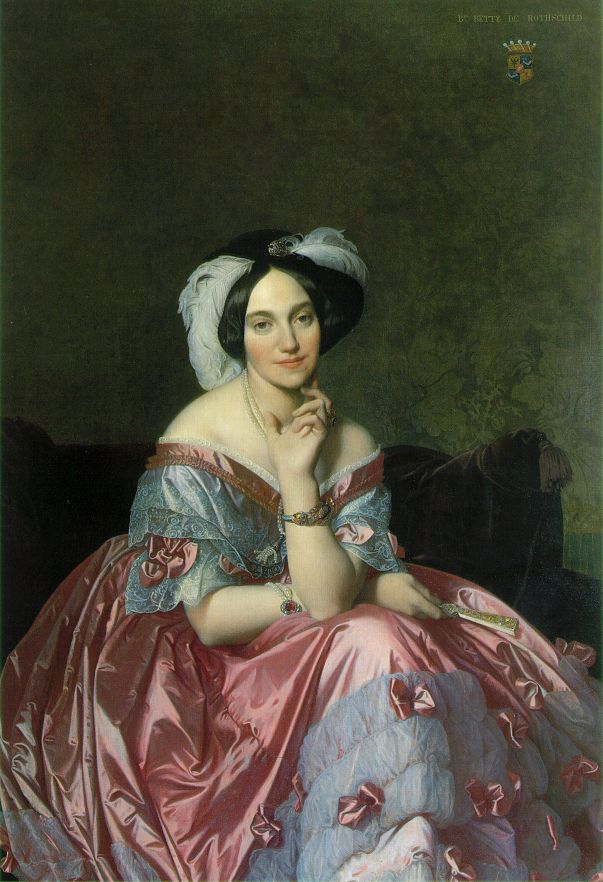
Betty de Rothschild, Baronne de Rothschild 1848, Jean Auguste Dominique Ingres

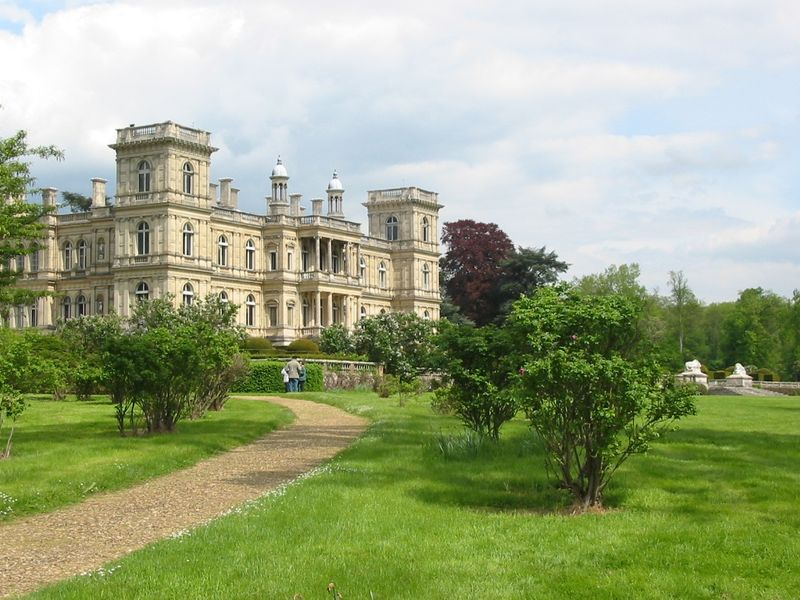
Chateau de Ferrières-en-Brie des James de Rothschild

Jakob Mayer Rothschild (später James de Rothschild; * 15. Mai 1792 in Frankfurt am Main; † 15. November 1868 in Paris) war der Begründer des französischen Zweigs der einflussreichen Bankiersfamilie Rothschild.

## Frühe Jahre
Er war der jüngste der fünf Söhne von Mayer Amschel Rothschild. Im Gegensatz zu seinen Brüdern erhielt Jakob nicht nur die übliche jüdische Erziehung, sondern wurde von einem Hauslehrer auch in Fremdsprachen und Literatur unterrichtet. 
Jakob Rothschild ging 1811 als Beauftragter seines Bruders Nathan nach Paris. Er war in dieser Zeit bei der Organisation des Goldschmuggels nach England und der Finanzierung der britischen Armee unter Wellington beteiligt. 
Seit 1814 lebte Rothschild ständig in Paris. Dort gründete er 1817 die Bank MM. de Rothschild Frères. Er war dabei mit den übrigen Brüdern über Partnerschaftsverträge verbunden. Als jüngster Teilhaber kontrollierte er zunächst nur einen kleinen Teil des Familienkapitals, erhielt aber 1818 den gleichen Anteil wie seine Brüder. 
1822 wurden die fünf Rothschild-Brüder vom österreichischen Kaiser Franz I. zu Freiherren ernannt, Jakob nannte sich fortan James de Rothschild.
Am 11. Juli 1824 heiratete Rothschild in Frankfurt am Main Betty von Rothschild (1805–1886), die Tochter seines Bruders Salomon Rothschild.

## Führender Bankier Frankreichs

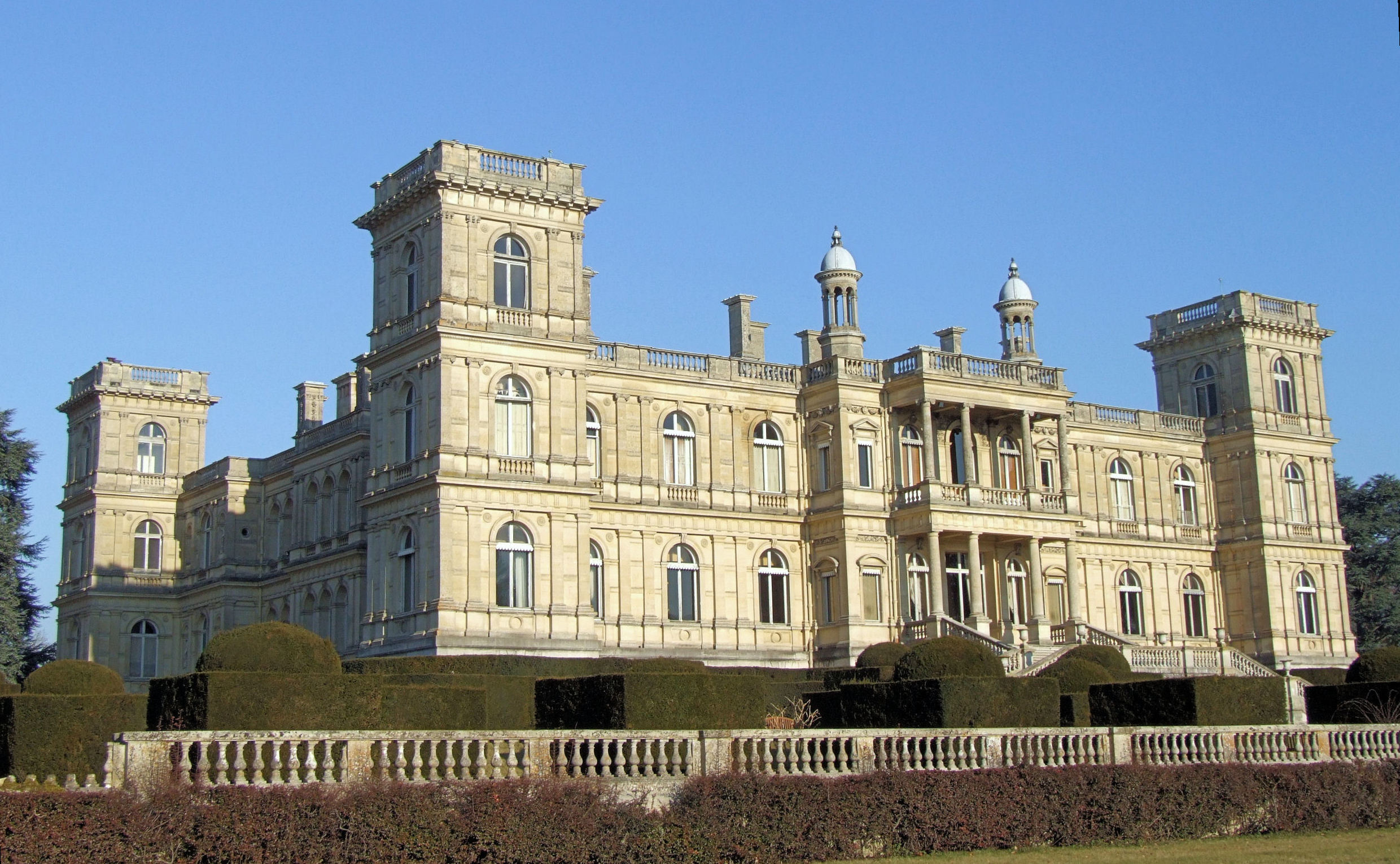
Vorderansicht des Schlosses

Er verfügte über gute politische Kontakte. Seit 1823 nahm er unter den französischen Bankiers eine führende Rolle ein, als er maßgeblich die Französische Invasion in Spanien finanzierte. Den Höhepunkt seines Einflusses erreichte er nach der Julirevolution von 1830. Im Auftrage der Regierung unter Louis Philippe war er an der Emission verschiedener Staatsanleihen beteiligt. Er half auch mit, die Industrialisierung in Frankreich voranzutreiben. So investierte er stark in den Bau der ersten französischen Eisenbahnen und war unter anderem Eigentümer der französischen Nordbahn, die Paris mit der Nordsee verband. Dabei war er auch für die Planung und den Bau der Gare du Nord in Paris verantwortlich.
Nach dem Tod seines Bruders Nathan im Jahr 1836 übernahm Jakob die Führung der Bankengruppe der Rothschilds. Unter Napoleon III. büßte er einen Teil seines politischen Einflusses ein, finanzierte aber weiterhin auch staatliche Vorhaben und Kriege. Zudem hatte er sich seit 1852 der Angriffe der Aktienbank Société Générale du Crédit Mobilier zu erwehren. Der Konflikt zwischen der Rothschild-Bank und dem Konkurrenzunternehmen dehnte sich auch auf andere Länder aus. Es gelang Rothschild dabei die Führungsposition seines Hauses zu behaupten.

## Gesellschaftliches Leben
In seinem Stadthaus in der Rue Laffitte unterhielt Rothschild zusammen mit seiner Frau Betty einen bedeutenden Salon. Dieser war Treffpunkt zahlreicher Persönlichkeiten des politischen, unternehmerischen, gesellschaftlichen und künstlerischen Lebens. Honoré de Balzac, Ludwig Börne und Heinrich Heine haben darüber berichtet. Von Heine ist der Satz „Geld ist der Gott unserer Zeit und Rothschild ist sein Prophet“ aus dem März 1841 überliefert.
In der Nähe von Paris ließ er ab 1855 das Schloss Ferrières erbauen, welches zum ständigen Sitz der Familie werden sollte. Bei seinem Tod verfügte Rothschild wahrscheinlich über das größte private Geldvermögen der damaligen Zeit.

## Nachkommen
Aus der zwischen James de Rothschild und seiner Nichte Betty geschlossenen Ehe gingen folgende Kinder hervor: 
- Charlotte de Rothschild (1825–1899); heiratete ihren Londoner Cousin Nathaniel de Rothschild (1812–1870), der als zweitgeborener Sohn von London nach Paris ging und dort in das Bankhaus seines Schwiegervaters eintrat. Er erlitt 1855 einen Jagdunfall und war danach gelähmt und später erblindet.
- Alphonse de Rothschild (* 1827; † 26. Mai 1905 in Paris); übernahm nach dem Tode seines Vaters mit seinem Bruder Gustave de Rothschild die Leitung des Bankhauses MM. de Rothschild Frères. Er war verheiratet mit seiner Cousine Leonora de Rothschild aus London
- Gustave de Rothschild (* 1829; † 1911) ⚭ Cécile Anspach; 6 Kinder, übernahm nach dem Tode seines Vaters mit seinem Bruder Alphonse de Rothschild die Leitung des Bankhauses MM. de Rothschild Frères, kümmerte sich als Direktor der Chemin de Fer du Nord überwiegend den Eisenbahninteresse der Familie
- Salomon de Rothschild (* 1835; † 1864); heiratete 1862 seine Cousine Adèle de Rothschild aus dem Neapel Zweig
- Edmond de Rothschild (* 1845; † 1934) ⚭ 1877 seine Cousine Adelheid von Rothschild, genannt Adélaïde de Rothschild (1853–1935) aus dem Frankfurter Zweig der Rothschild-Dynastie; 3 Kinder; war ein Pferdenarr (Pferdezucht und Pferderennstall), ein engagierter großer Kunstsammler und vor allem „Vater des modernen Israels“. Seine Nachkommen zählen heute zu den reichsten Rothschilds.